# Saint-Gervais (Charente)
Saint-Gervais est une commune associée à Nanteuil-en-Vallée, dans le département de la Charente.

## Géographie
Saint-Gervais est située dans le nord du département de la Charente, à 3 km au sud-est de Nanteuil-en-Vallée et à 4 km à l'ouest de Champagne-Mouton. Elle a été associée à Nanteuil-en-Vallée le 1er janvier 1973 par arrêté préfectoral du 29 décembre 1972.

## Toponymie
Une forme ancienne est Sanctus Gervasius prope Nantolium (non datée, Moyen Âge), qui signifie « Saint-Gervais près de Nanteuil ». Saint Gervais était un martyr du Ier siècle.

## Histoire
Les plus anciens registres paroissiaux remontent à 1607.
Au Moyen Âge, Saint-Gervais et le Bosc-Aujay appartenaient à la châtellenie de Ruffec.
La chapelle Saint-Eutrope de Boisaugeais était un prieuré dépendant de l'abbaye de Nanteuil.
Pendant la première moitié du XXe siècle, la commune était traversée par la ligne de Ruffec à Roumazières qui longeait la vallée de l'Argentor et y possédait une halte.
À cette même époque, l'industrie était représentée par deux moulins à blé sur l'Argentor, à Tingaud et Roisson, ainsi qu'une usine à chaux hydraulique et à ciment, qui appartenait comme celle de Nanteuil à la Société anonyme des chaux et ciments de Nanteuil et trouvait sa matière première dans les carrières alentour. Elle était desservie par un petit embranchement ferroviaire particulier.

## Démographie
L'évolution du nombre d'habitants est connue à travers les recensements de la population effectués dans la commune depuis 1793. À partir du 1er janvier 2009, les populations légales des communes sont publiées annuellement dans le cadre d'un recensement qui repose désormais sur une collecte d'information annuelle, concernant successivement tous les territoires communaux au cours d'une période de cinq ans. 
Pour les communes de moins de 10 000 habitants, une enquête de recensement portant sur toute la population est réalisée tous les cinq ans, les populations légales des années intermédiaires étant quant à elles estimées par interpolation ou extrapolation. Pour la commune, le premier recensement exhaustif entrant dans le cadre du nouveau dispositif a été réalisé en ,.
En 2007, la commune comptait 217 habitants.
| 1793 | 1800 | 1806 | 1821 | 1831 | 1841 | 1846 | 1851 | 1856 |
| ---- | ---- | ---- | ---- | ---- | ---- | ---- | ---- | ---- |
| 652  | 653  | 696  | 722  | 788  | 723  | 761  | 730  | 715  |

| 1861 | 1866 | 1872 | 1876 | 1881 | 1886 | 1891 | 1896 | 1901 |
| ---- | ---- | ---- | ---- | ---- | ---- | ---- | ---- | ---- |
| 716  | 741  | 689  | 645  | 629  | 645  | 638  | 573  | 582  |

| 1906 | 1911 | 1921 | 1926 | 1931 | 1936 | 1946 | 1954 | 1962 |
| ---- | ---- | ---- | ---- | ---- | ---- | ---- | ---- | ---- |
| 699  | 532  | 485  | 524  | 448  | 425  | 452  | 416  | 366  |

| 1968 | 2007 | - | - | - | - | - | - | - |
| ---- | ---- | - | - | - | - | - | - | - |
| 307  | 217  | - | - | - | - | - | - | - |

### Remarques
En 2007, la commune comptait 217 habitants.

## Lieux et monuments
L'église paroissiale Saint-Gervais

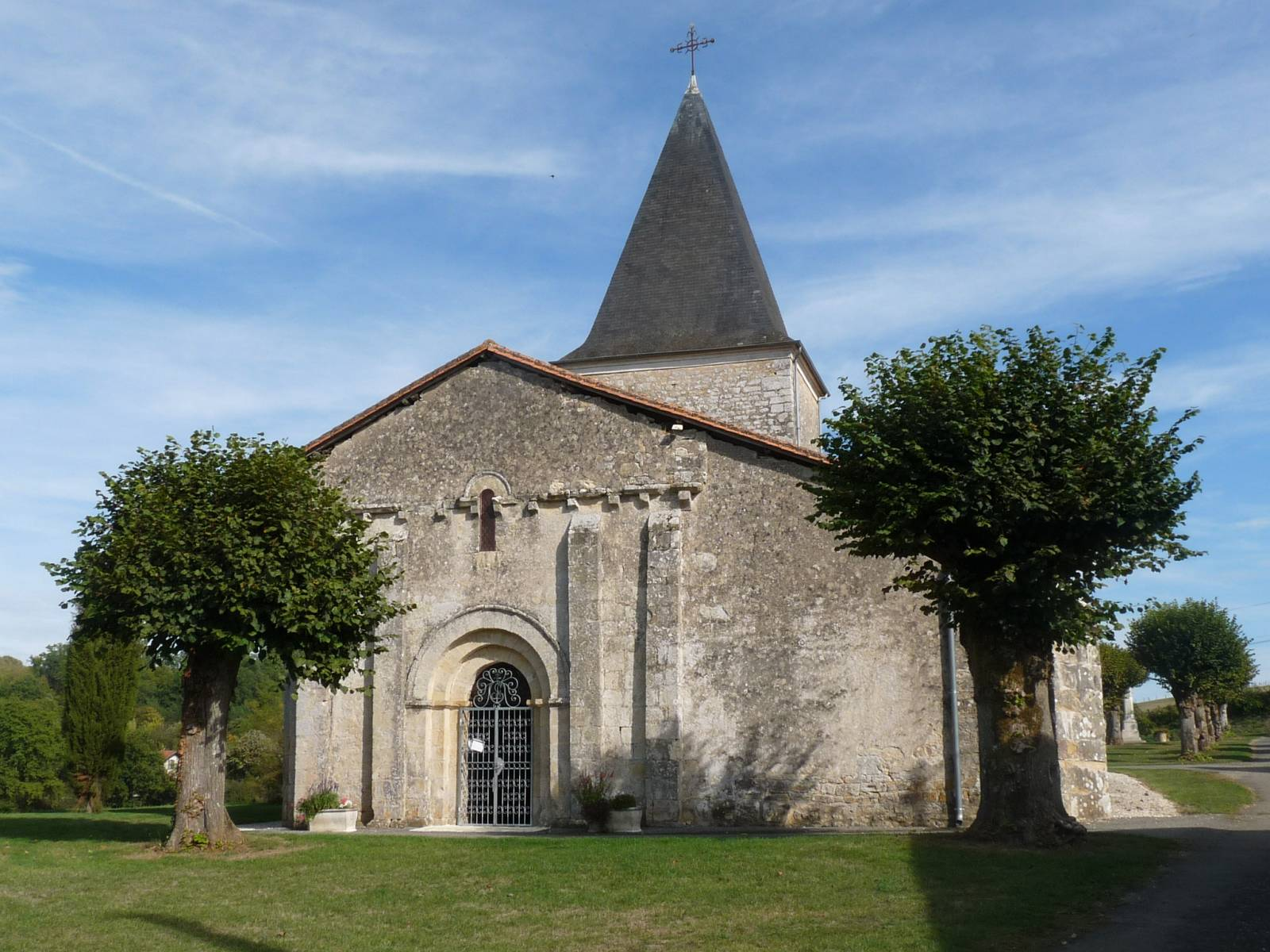
L'église de Saint-Gervais

La chapelle de Boisaugeais du XVe siècle est ornée de peintures. La chapelle et son décor peint ont été classés monument historique le 12 juin 1992.

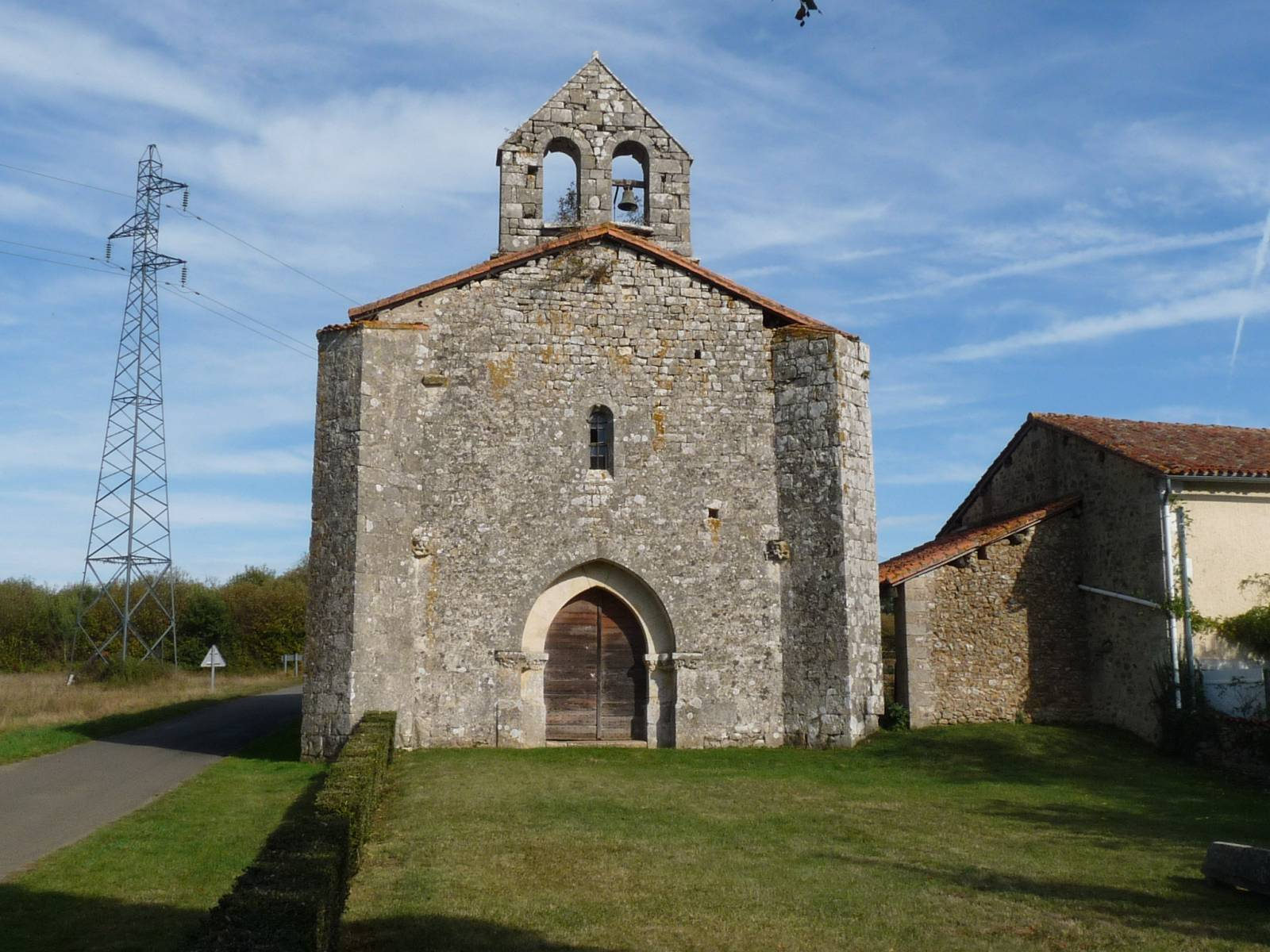
La chapelle de Boisaugeais